# Goudiry
Goudiry ist eine Stadt im Osten des Senegal. Sie ist Präfektur des Départements Goudiry in der Region Tambacounda.

## Geographische Lage
Goudiry liegt im Nordosten der Region Tambacounda 113 Kilometer nordöstlich der Regionalpräfektur Tambacounda. Das Trockental des oberen Niokolo Koba führt knapp fünf Kilometer westlich der Stadt vorbei und im Osten ist die Stadt Kidira am Grenzfluss Falémé zum Nachbarland Mali 62 Kilometer entfernt.

## Geschichte
Bis 2008 war das Village (Dorf) Goudiry Sitz der Communauté rurale Goudiry (Landgemeinde) und Präfektur des Arrondissements Goudiry (Kreis) im Département Bakel. Mit der Schaffung des Départements Goudiry wurden sowohl Kreis als auch Landgemeinde aufgelöst und Goudiry wurde zur Commune (Stadt) erhoben. Auch der Grenzverlauf des Stadtgebietes wurde beschrieben.

## Bevölkerung
Die Volkszählung 2013 ergab für die Stadt die Einwohnerzahl 6867.

## Verkehr
Die Nationalstraße N 1, die von Dakar und Tambacounda im Westen kommend nach Osten über die malische Grenze nach Kayes weiterführt, und die parallel dazu laufende Bahnstrecke von Dakar nach Bamako, die für den Güterverkehr mit dem Nachbarland Mali von Bedeutung ist, berühren den nördlichen Stadtrand von Goudiry.